# Luis de los Cobos
Luis de los Cobos Almaraz (Valladolid, 20 de abril de 1927 – Ginebra, 16 de noviembre de 2012) fue un compositor español. 

## Biografía
En la Guerra Civil Española, su padre fue fusilado en el Pinar de Antequera y en 1944 fue encarcelado por protestar contra el Estado franquista. A pesar de todo, acabó la carrera de Derecho en la Universidad de Valladolid mientras ampliaba sus conocimientos de música y violín. Se trasladó a Madrid para seguir sus estudios en el Conservatorio de Madrid y el Doctorado en Derecho en la Universidad de Madrid.
En 1947 fue miembro en la creación de la Orquesta Sinfónica Municipal de Valladolid fundada por Mariano de las Heras. Pero, después de acabar sus estudios en 1949 no pudo encontrar trabajo debido a no tener el certificado de fidelidad al régimen, por lo que optó por el exilio y su marcha a Ginebra después de estudiar dirección de orquesta con Bernardo Molinari en Roma y Eugène Bigot en París. En la capital francesa, conoció al compositor Salvador Bacarisse y a la cantante rusa Galya Lesovskaia con la que contrajo matrimonio.
Como Xavier Montsalvatge y Manuel Castillo,  fue definido como un eslabón perdido en la música española de posguerra, ya que fue influenciado por el modernismo de Shostakovich, mientras que la escena española evolucionó de nacionalismo a la Escuela de Darmstadt a través de sus contemporáneos de la Generación del 51. Compuso cuatro óperas, dos sinfonías, cuatro concertos y seis cuartetos para cuerda. En algún momento de su vida manifestó cierta desazón por lo poco interpretada que había sido su obra. En 2011 la Junta de Castilla y León y el Centro Cultural Miguel Delibes de Valladolid publicaron un disco que, por primera vez, recogía su obra sinfónica completa. 

## Reconocimientos
En 2001 se estrenó en Valladolid su  Concierto de Nerja para guitarra y orquesta. En 2009 el Ayuntamiento de Valladolid le dedicó un homenaje, para el que de los Cobos acudió a su ciudad natal. En esta conmemoración se editó una publicación que repasaba su trayectoria vital y profesional, y en un concierto extraordinario la Orquesta Sinfónica de Castilla y León, dirigida por José Luis Temes, interpretó sus obras Jungla, Sinfonía "Cursus Vitae" y Agonía Recurrente. 

## Composiciones
Ópera
- La gloria de Don Ramiro (1975)
- Mariana Pineda (1982)
- La Pasión de Gregorio (1983)
- The Incarnation of Desire (1994)

Ballet
- Winnie the Pooh (1992)

Orquesta sinfónica
- Symphony No. 1 ″Cursus Vitae″ (1956)
- Agonía recurrente (1966)
- Symphony No. 2 ″El pinar perdido″ (2012)

Orquesta de cuerda
- Jungla 1967 (1967)

Orquesta de cámara
- SoJin Suite (música para un nacimiento y un bautizo) (1991)
- Cuentos de la princesita (2002)

Concierto para violonchelo
- Cello Concerto No. 1 (1958)
- Cello Concerto No. 2 ″De la resurrección″ (1981)

Concierto para Piano
- Album del olvido (1982), para dos pianos y orquesta

Concierto para guitarra
- Concierto de Nerja (1991)

Concierto para violín
- Concierto de los cercos (1995)
- Rapsodia de la espera (2004)

Dúos de cámara
- Nana de la madre pobre (1952), para violonchelo y piano
- Elegía a las manos de una muchacha (1952), para violonchelo y piano
- Retrato del olvido y ojos de pájaro herido (1983), para violonchelo y piano
- Duo para violín y viola (1985)
- Sonata del cisne (2003), para violín y piano
- Nana del Campogrande (2006), para violín y piano

Trios de cámara
- Blue Talks (1987), para dos pianos y percusión

Cuartetos de cámara
- String Quartet No. 1 ″De la pequeña muerte″ (1978)
- String Quartet No. 2 ″Una princesa de Kranach en el tren″ (1983)
- Serenata caprichosa (1987), for flute, bassoon, harp and guitar
- String Quartet No. 3 ″La nada y el mar″ (1988)
- String Quartet No. 4 ″De la ausencia″ (1993)
- String Quartet No. 5 ″Del ensueño″ (1999)
- String Quartet No. 6 ″Juego de la vida y de la muerte″ (2000)

Solos para guitarra
- Añejo mosaico (1952)

Solos para violín
- Caprichos (1987)

Solos para violonchelo
- Ariana Suite (1996)

Coro con orquesta
- Oración paralela (Requiem) (1977)
- Misa de Requiem (1996)

Coro A cappella
- Miserere (1950)

Vocal con orquesta
- La tierra de Alvargonzález (1951)
- Hijo del sol y de la sombra (1956)

Vocal con cámara
- Nocturno (1952)
- Hacia el Sur se fue el domingo (1966)
- Tres cuentos populares (1978)
- Cinco cantos (1981)
- Cuatro lieder para cantaor flamenco (1981)
- La destrucción o el amor (1981)
- Weinheber Lieder (1996)
- Suite Ferrández (1997)

Vocal para piano
- Canciones en el estilo popular (1950)
- Homenaje a Miguel Hernández (1952)
- La voz a tí debida (1985)

Vocal solo con otro instrumento
- Canciones para mezzo y guitarra (1985)
- Cuatro piezas blancas (1986), para soprano y dos clarinetes

Música electrónica
- Suite infantil (1986)